# Theodor von Sickel

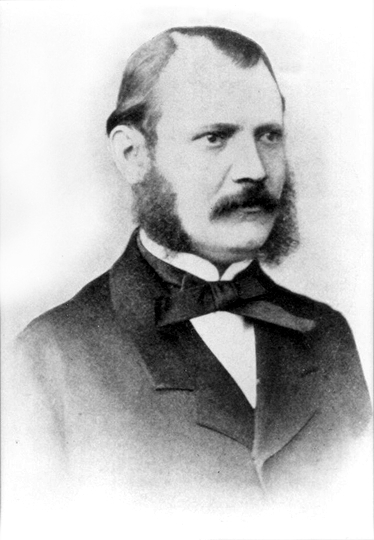
Theodor Sickel

Theodor Sickel

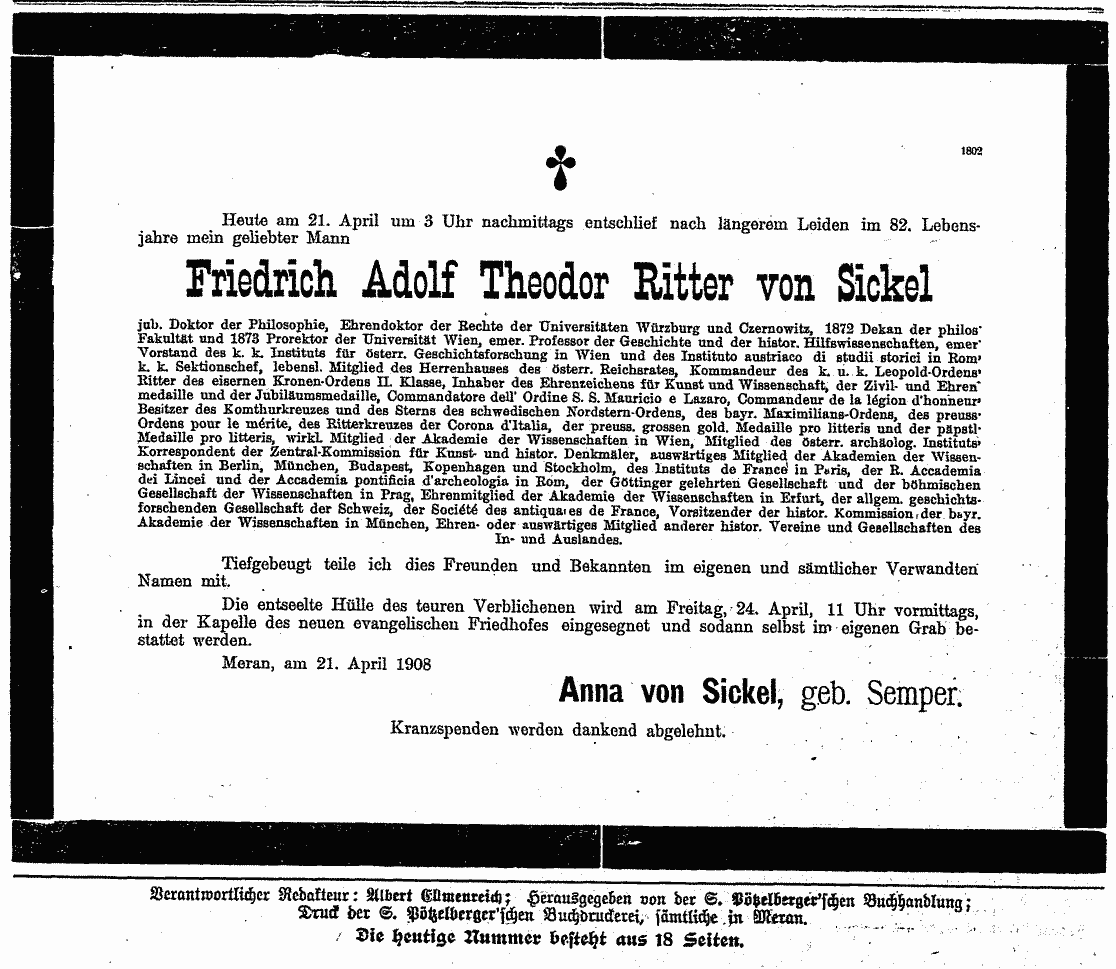
Todesanzeige für Theodor Sickel in der Meraner Zeitung vom 24. April 1908

Theodor Sickel, seit 1884 Ritter von Sickel (* 18. Dezember 1826 in Aken; † 21. April 1908 in Meran, Südtirol) war ein deutsch-österreichischer Historiker und Diplomatiker.

## Leben
Theodor Sickel wurde in eine streng protestantische Pastorenfamilie hineingeboren und begann 1845 – entsprechend der Familientradition einer engagierten Kirchentätigkeit – in Halle ein Studium der evangelischen Theologie. Später wechselte er nach Berlin, wo er sich für das Studium der Geschichte entschied. Promoviert wurde er 1850 an der Universität Halle mit der Dissertation Ducatus Burgundiae quo modo et quo jure translatus est ad gentem Valesiam? Da er aktiv an der 1848er Revolution teilgenommen hatte und gegen die preußische Politik nach 1848 eingestellt war, ging er nach Paris, wo er die École nationale des chartes besuchte.
Im Auftrag des französischen Unterrichtsministeriums führte er Archivforschungen in Oberitalien über die Beziehung der Sforzas zu Frankreich durch, wo er bereits Kontakte zu österreichischen Historikern knüpfte. Später wurde sein französischer Forschungsauftrag auf Wien erweitert, wo er seit 1855 ansässig war. 1857 wurde er außerordentlicher Universitätsprofessor und Mitglied des Instituts für Österreichische Geschichtsforschung (IfÖG). 1867 wurde er Ordinarius, von 1869 bis 1891 war er Direktor des Instituts für Österreichische Geschichtsforschung. Hier widmete er sich in erster Linie der Ausbildung in den Historischen Hilfswissenschaften Diplomatik, Paläographie und Chronologie. Seit 1870 war er auch wirkliches Mitglied der Akademie der Wissenschaften. 1884 wurde er als auswärtiges Mitglied in die Bayerische Akademie der Wissenschaften und 1890 in die Académie des Inscriptions et Belles-Lettres aufgenommen. Nach der Öffnung der vatikanischen Archive durch Papst Leo XIII. gründete er 1881 das Österreichische Historische Institut in Rom, das er zwischen 1891 und 1901 auch persönlich leitete.
Zu seinen Auszeichnungen zählten die Erhebung in den erblichen österreichischen Ritterstand (1884), der Titel eines k. u. k. Hofrates und ein Sitz im Herrenhaus des österreichischen Reichsrates (ab 1889). 1902 erhielt er den Bayerischen Maximiliansorden für Wissenschaft und Kunst. 1932 wurde die Theodor-Sickel-Gasse in Wien-Favoriten nach ihm benannt.
Sickel war mit Anna Semper (1843–1908), einer Tochter des Architekten Gottfried Semper, kinderlos verheiratet.

## Wissenschaftliche Leistung
Sickel stellte in der zweiten Hälfte des 19. Jahrhunderts die Diplomatik (Urkundenlehre) auf neue Grundlagen. In erster Linie widmete er sich der Ausarbeitung der diplomatischen Methode des Schrift- und Diktatvergleichs bei den frühmittelalterlichen Urkunden, die sich jedoch auch an jüngeren Quellen als tragfähig erwies und die er bei mehreren Editionen und analytischen Studien fast zur Perfektion ausbaute. 1875 wurde er in die Monumenta Germaniae Historica aufgenommen, wo er sogleich Mitglied der Zentraldirektion und Leiter der Diplomata-Abteilung wurde. Im Rahmen dieser Tätigkeit edierte er mehr als 1300 Diplome des 10. Jahrhunderts von Konrad I. bis Otto III.: Die Urkunden Konrads I., Heinrichs I. und Ottos I. (MGH Diplomata 1, 1879); Die Urkunden Ottos II. (MGH Diplomata 2/1, 1888); Die Urkunden Ottos III. (MGH Diplomata 2/2, 1893). Sickel war einer der ersten Historiker, der moderne technische Methoden (Fotografie) einsetzte: Neben dem Tafelwerk Monumenta graphica medii aevi, in das kodikologische und diplomatische Quellen der Habsburgermonarchie aufgenommen wurden, publizierte er die Kaiserurkunden in Abbildungen, teilweise zusammen mit Heinrich von Sybel.
Sickel war auch Begründer des Periodikums Mitteilungen des Instituts für Österreichische Geschichtsforschung.

## Veröffentlichungen (Auswahl)
- Monumenta graphica medii aevi ex archivis et bibliothecis imperii Austriaci Fasc. I–X. Wien 1859–1882.
- Beiträge zur Diplomatik I–VIII. Wien 1861–1882.
- Acta regum et imperatorum Karolinorum digesta et ennarata. Band 1: Urkundenlehre, Band 2: Urkundenregesten. Wien 1867.
- mit Heinrich von Sybel: Kaiserurkunden in Abbildungen. Lieferung I–XI. Berlin 1880–1891.
- MGH. Diplomata regum et imperatorum Germaniae. Band 1: Conradi I., Heinrici I. et Ottonis I. Diplomata; Band 2,1: Ottonis II. Diplomata, 1888; Band 2,2: Ottonis III. Diplomata. Hannover 1879–1884.
- Römische Berichte. 5 Bände. Gerold, Wien 1895–1901.
- Römische Erinnerungen. Hrsg. v. Leo Santifaller. Universum, Wien 1947.